# Municipio de Covert (Míchigan)
El municipio de Covert (en inglés: Covert Township) es un municipio ubicado en el condado de Van Buren en el estado estadounidense de Míchigan. En el año 2010 tenía una población de 2888 habitantes y una densidad poblacional de 31,88 personas por km².

## Geografía
El municipio de Covert se encuentra ubicado en las coordenadas 42°17′0″N 86°16′43″O / 42.28333, -86.27861. Según la Oficina del Censo de los Estados Unidos, el municipio tiene una superficie total de 90.6 km², de la cual 90,44 km² corresponden a tierra firme y (0,17 %) 0,15 km² es agua.

## Demografía
Según el censo de 2010, había 2888 personas residiendo en el municipio de Covert. La densidad de población era de 31,88 hab./km². De los 2888 habitantes, el municipio de Covert estaba compuesto por el 50,17 % blancos, el 24,24 % eran afroamericanos, el 1,7 % eran amerindios, el 0,31 % eran asiáticos, el 19,18 % eran de otras razas y el 4,4 % eran de una mezcla de razas. Del total de la población el 30,51 % eran hispanos o latinos de cualquier raza.